# A+ (프로그래밍 언어)
A+는 수치 집중 애플리케이션, 특히 금융 애플리케이션용으로 설계된 고급의 상호작용 인터프리터 방식의 배열 프로그래밍 언어이다.

## 역사
1985년, 아서 휘트니는 APL 언어를 대체하기 위해 A 프로그래밍 언어를 개발했다. 모건 스탠리의 다른 개발자들은 그래픽 사용자 인터페이스와 기타 언어 기능들을 추가함으로써 A+로 확장시켰다. 그래픽 사용자 인터페이스 A+는 1988년 출시되었다.
아서 휘트니는 K라는 사유 배열 언어를 만들게 되었다. J처럼 K는 APL 문자 집합을 생략한다. 또, 2가지의 다른 방식의 문법, 문(文)의 존재 등 A+의 복잡성 중 일부를 제거하였다.